# Церковь Святого Андрея (Москва)
Церковь Святого Андрея — единственный англиканский храм в Москве, памятник архитектуры регионального значения.
Богослужения проходят только на английском языке. Капелланство церкви интернационально — это люди более чем из 40 стран, разных национальностей и ветвей христианства. Церковь является центром Московского дьяконства, к которому принадлежат также капелланства в Санкт-Петербурге и Владивостоке, частью Восточного Архидиаконства Диоцеза в Европе Провинции Кентербери Церкви Англии.
В помещениях церкви расположены Англиканско-православный образовательный центр, библиотека, воскресная школа и англоязычное Общество анонимных алкоголиков. Капелланство церкви св. Андрея поддерживает Центр равных возможностей для детей-сирот «Вверх» (Center of equal opportunities Step Up), который помогает воспитанникам и выпускникам детских домов.

## История
История англиканской общины в Москве начинается в 1553 году, когда царь Иван Грозный позволил британским купцам проводить богослужения в соответствии с их вероисповеданием. До пожара Москвы 1812 года богослужения англиканской общины в Москве проходили в здании голландской реформатской церкви на углу Немецкой улицы и Голландского переулка в Немецкой слободе.
После того, как церковь сгорела, для строительства собственной церкви предполагалось купить часть земельного владения генеральши Е. А. Кологривовой в Сретенской полицейской части, близ Сухаревой башни, напротив Спасских казарм, однако сделка не состоялась. Была временно арендована небольшая часть особняка XVIII века, принадлежавшего княгине Анне Голицыной (1782—1863), дочери генерал-фельдмаршала князя А. А. Прозоровского. Особняк выходил красивым классическим фасадом на Тверскую улицу и находился на месте современного дома № 15 на углу Малого Гнездниковского переулка. Первое богослужение состоялось в воскресенье, 8 ноября 1825 года.

### В Вознесенском переулке

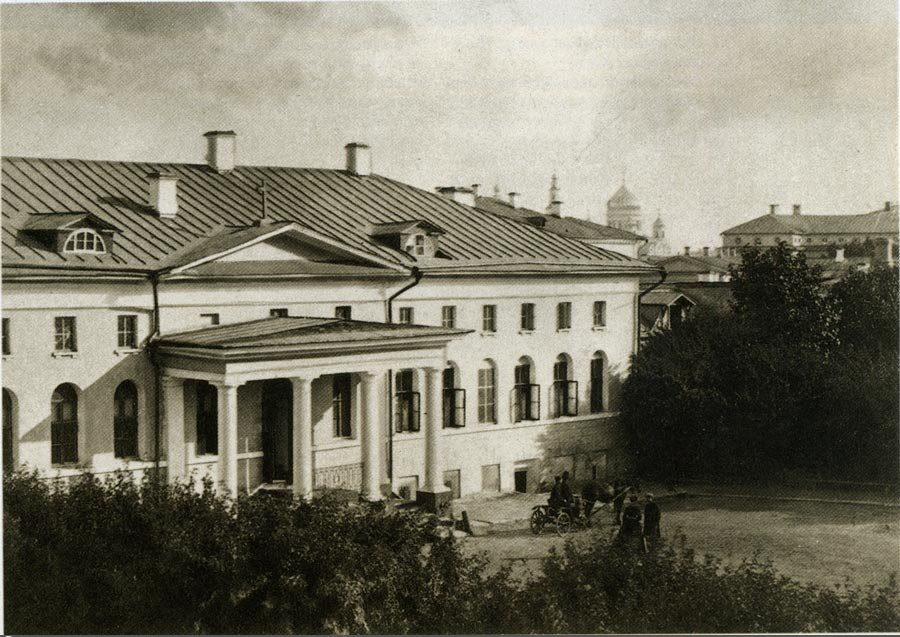
Британская часовня в «доме Колычева», 1868 год

В 1828 году у наследников гвардейского прапорщика Петра Алексеевича Наумова был приобретён большой каменный дом в Большом Чернышёвском переулке (ныне — Вознесенский), построенный предыдущими владельцами Колычевыми, в котором после переоборудования была открыта «британская часовня». В 1870-е годы, когда англиканская община в Москве достаточно разрослась и единственная часовня уже не могла вместить всех прихожан, встал вопрос о строительстве новой церкви. В августе 1878 года было отправлено письмо в Русскую компанию в Лондон; в письме говорилось о плохом состоянии часовни и необходимости постройки новой. Последнее богослужение в британской часовне прошло 11 апреля 1882 года.
Было решено собрать пожертвования и строить новое обширное здание, проект которого был заказан английскому архитектору Ричарду Ниллу Фримену, известному в Ливерпуле своими проектами школ, частных домов и церквей. Он прислал в Москву проект типично английской церкви в стиле викторианской готики, который был принят единогласно. Здание церкви строилось в течение 1882—1884 годов, предположительно, под непосредственным руководством московского архитектора Бориса Фрейденберга, так как по сей день нет никаких свидетельств о том, что Ричард Фримен когда-либо был в Москве. Среди наиболее активных меценатов, участвовавших в строительстве церкви, выделялись совладелец Высоковской мануфактуры Роман Романович (Роберт) Макгилл и его супруга Джейн (Евгения Ивановна).

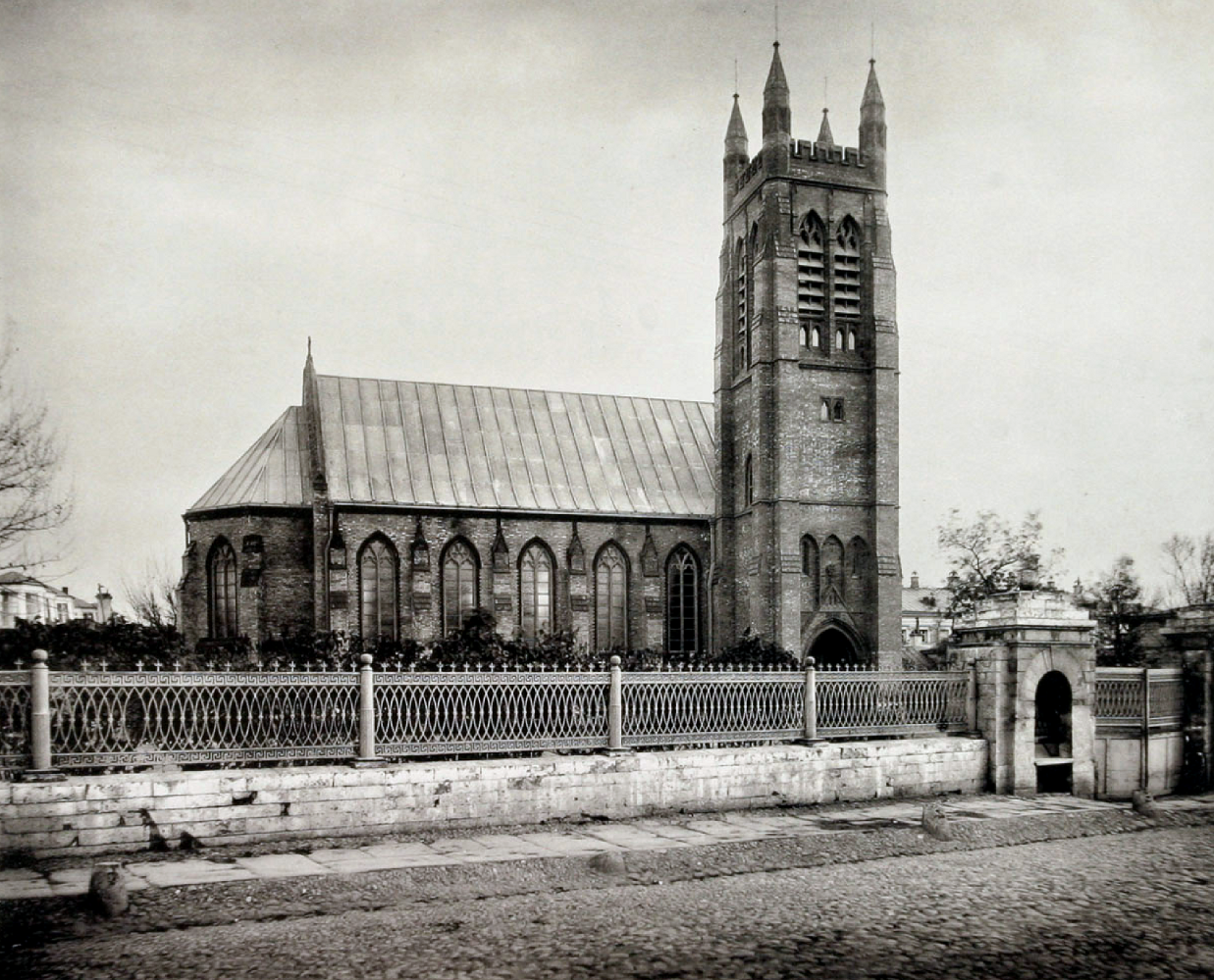
Церковь по проекту Фримена, 1884 г.

Первая служба в новой церкви прошла 2 сентября 1884 года. 13 января 1885 года состоялось торжественное богослужение, на котором специально прибывший из Лондона епископ Джонатан Титкомб (англ.) официально освятил церковь в честь святого апостола Андрея, покровителя Шотландии, так как именно шотландцы составляли подавляющее большинство в английской общине в Москве.
Впоследствии многие английские путешественники, посещавшие Москву, писали о странном впечатлении, которое производила на них эта церковь — они как будто попадали не в Москву, а в обычный провинциальный английский городок, так характерна для него была церковь святого Андрея. Московская англиканская церковь была не только местом молитвы и богослужений, но общественным центром британской колонии. В здании церкви находились библиотека, комната для собраний, архив; наверху башни было устроено хранилище — комната-сейф, в которой члены общины хранили ценности.
Во время Первой мировой войны более 85 членов общины служили в действующей армии; в Москве был организован Британский госпиталь, в котором лечились более 1300 раненых русских воинов.

### Советские годы

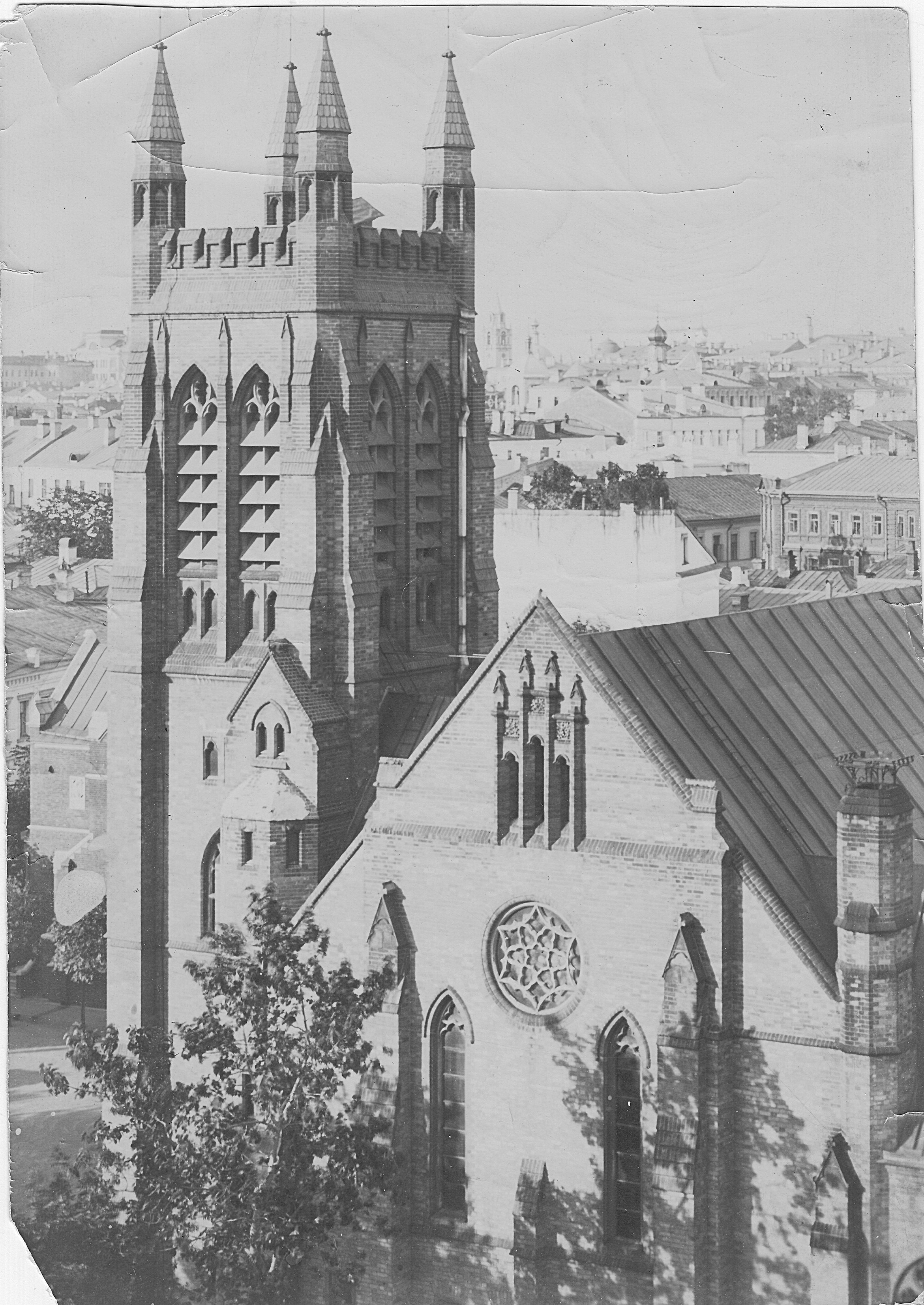
Фотография 1910-х гг.

Во время московских боёв в октябре 1917 года, большевики установив пулемёт на самой высокой постройке, башне церкви св. Андрея, пытались остановить продвижение войск Временного правительства к Моссовету через Большой Чернышёвский (ныне — Вознесенский) и Брюсов переулки. Содержимое хранилища в башне бесследно пропало в 1917 году: капеллан церкви сообщал в Лондон, что его посетили представители новых властей и увезли 126 запечатанных ящиков и 193 тысячи рублей.
Церковь после Октябрьской революции ещё некоторое время действовала. Последнее упоминание относится к 1920 году, когда 11 апреля состоялось бракосочетание Френка Альберта Уэйла и Елены Балаковой. О времени закрытия церкви информация отсутствует, но известно, что она стала первой закрытой инославной церковью, так как уже 5 февраля 1921 года здание церкви было передано для размещения дипломатического представителя Финляндии в РСФСР Антти Ахонена. Он служил представителем Финляндии в Москве около шести месяцев. В дальнейшем помещения церкви стали использовать как склад, а потом как общежитие.
С 1960 года в нём располагалась студия грамзаписи «Мелодия», занимавшаяся записью и выпуском грампластинок — акустика церковного зала была оценена по достоинству, в нём записывались все ведущие музыканты.

### Постсоветские годы
В 1991 году было получено разрешение на проведение богослужений, на которые приезжал англиканский священник из Хельсинки, с 14 июля того же года в церкви возобновились регулярные богослужения, которые проходили раз в месяц. В 1993 году в Москву был назначен капеллан и богослужения стали проводиться каждое воскресенье.
19 октября 1994 года, во время визита королевы Великобритании Елизаветы II в Москву, российский президент Борис Ельцин пообещал удовлетворить её просьбу и вернуть здание церкви — англиканской общине, после чего студия грамзаписи «Мелодия» все помещения освободила.
Весной 2006 года приход св. Андрея организовал программу великопостных бесед, встреч и дискуссий. Частью великопостной программы обновления духовной жизни был круглый стол с представителями Библейского богословского института святого апостола Андрея, Свято-Филаретовского православного института и прихода свв. Косьмы и Дамиана.
16 июня 2014 года, Москву покинул капеллан англиканской церкви св. Андрея преподобный каноник отец Саймон Стивенс, который прожил 15 лет в двухэтажном пасторском домике в Вознесенском переулке. Отец Саймон служил англиканским настоятелем России, Украины, Польши и Монголии и выполнял обязанности специального представителя архиепископа Кентерберийского перед Русской православной церковью. На его место был назначен Клайв Фейрклоу.
20 ноября 2017 года церковь впервые посетил архиепископ Кентерберийский Джастин Уэлби. Во время вечернего богослужения в должность нового капеллана церкви им был возведен Малкольм Роджерс.

## Архитектура

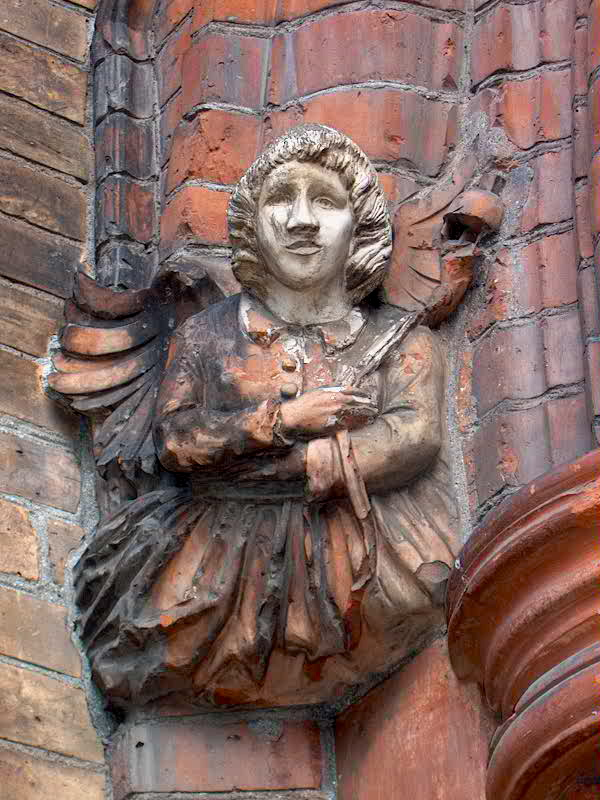
Архангел у входа

Здание церкви построено в викторианском стиле, стилизованном под английскую готику. Это однонефная неоготическая красно-кирпичная базилика с примыкающей вплотную к северо-западной части церкви квадратной в сечении башней. Общая площадь всех помещений — около 3,5 тысяч квадратных метров. В настоящее время, архитектура церкви, нуждающейся в полной реставрации, имеет отличия от своего первоначального варианта.
Башня церкви увенчана по углам четырьмя небольшими остроконечными пинаклями с флюгерами. Она никогда не являлась колокольней, так как колокола на ней так и не были установлены. Нижняя часть башни — проходная, в которой имеется два входа с улицы: северный (главный вход) и восточный, а также выход в нартекс церкви. Главный вход по бокам украшен изображениями двух архангелов — Гавриила и Михаила. Потолок проходной состоит из крестового свода, образованного диагональными арками. На втором этаже башни находится бывший хоровой класс с выходом на хоры, на остальных этажах — служебные помещения, которые в настоящее время занимает не принадлежащая церкви библиотека, в которой находится около 10 тысяч книг по теологии, доступ к которым имеют христианские студенты-теологи.
В нартексе есть проход в однонефный молитвенный зал, от которого он отделён стеной с тремя двустворчатыми дверьми, к старинной чугунной винтовой лестнице, которая ведет на верхние этажи башни, а также в южную пристройку церкви. Над притвором расположены хоры, открытые в основную часть церкви, на которых до 1920-х годов располагался хор и духовой орган.
Внутреннее убранство нефа — лаконичное, однако благодаря этому эффектно смотрится потолок из вековых дубовых стропил и балок, создающих иллюзию средневековья. Стены выкрашены белым, стрельчатые оконные проёмы в них когда-то украшали витражи, утраченные в советское время. На внутренних поверхностях боковых стен находятся 14 небольших барельефов в оправе в форме креста — 14 стояний Крестного пути Иисуса Христа. Изначально для искусственного освещения использовали торшеры, которые во второй половине XX века заменили люстрами с лампами накаливания. Пол церкви, за исключением пресвитерия, выстлан паркетной доской. Бо́льшая часть площади занимают места для прихожан — два сектора стульев, разделенных продольным и поперечным проходами.
В восточной части церкви имеется выступ с небольшим возвышением — ориентированная на восток гранёная апсида с тремя стрельчатыми окнами и распятием по центру, образующая пресвитерий, в котором находится самый важный элемент церкви — алтарь. На деревянном алтаре церкви изображена хризма — монограмма Христа. Изначально алтарь церкви находился в задней части пресвитерия, примыкающей к стене апсиды, которая была отделёна от остальной части церкви балюстрадой.

## Дом капеллана
В 1894 году рядом с входом на церковный участок по проекту архитектора Бориса Фрейденберга было построено небольшое двухэтажное строение для капеллана церкви на средства Джейн Мак-Гилл в память её мужа, владельца чугунолитейной фабрики Роберта Мак-Гилла.
На боковой стене, под гипсовым изображением святого Георгия и геральдическими символами Англии, Шотландии и Ирландии — розы, чертополоха и клевера соответственно — была помещена надпись: «Built for St. Andrew’s church in memory of Robert McGill by his widow. AD 1894» («Построено для церкви святого Андрея в память о Роберте МакГилле его вдовой. 1894 год от Рождества Христова.»).
Дом является частью ансамбля англиканской церкви св. Андрея и памятником архитектуры регионального значения. Располагается по адресу: Вознесенский переулок, дом 8/5, строение 1. В настоящее время в нём проживает капеллан церкви.

## Музыка

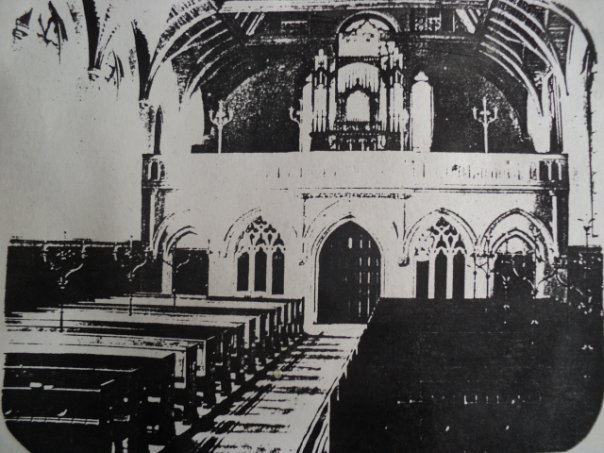
Орган «Бриндли и Форстер»

В 1885 году в церкви св. Андрея был установлен английский духовой орган фирмы «Бриндли и Форстер» (англ. Brindley & Foster), который имел 14 регистров, 2 мануала и педаль (14/II/P). К началу 1902 года орган был перестроен, а количество регистров было увеличено вдвое, в итоге орган стал иметь 28 регистров, 3 мануала и педаль (28/III/P). Эта же фирма, изготовила ранее, в 1877 году, орган для англиканской церкви в Санкт-Петербурге. На рубеже XIX—XX веков органистом церкви был Борис Рамзей, который с 1900 по 1903 год также возглавлял органный класс Московской консерватории. Судьба органа после закрытия церкви неизвестна, а фотографий и документов практически не осталось.
Диспозиция утраченного органа «Бриндли и Форстер» (англ. Brindley & Foster), 1902 г., Шеффилд, Великобритания:
| Great Organ C-g3 |      |
| Bordun           | 16’  |
| Open Diapason    | 8’   |
| Open Diapason    | 8’   |
| Dulciana         | 8’   |
| Gedackt          | 8’   |
| Principal        | 4’   |
| Flauto traverse  | 4’   |
| Dulcet twelfth   | 2/3’ |
| Piccolo          | 2’   |
| Trumpet          | 8’   |

| Choir Organ C-g3  |    |
| Viole d’orchestre | 8’ |
| Viole céleste     | 8’ |
| Dolkan Flute      | 8’ |
| Zart              | 4’ |
| Clarionet         | 8’ |

| Swell Organ C-g3    |     |
| Lieblich Bordun     | 16’ |
| Violin Diapason     | 8’  |
| Vox Angelica        | 8’  |
| Unda Maris          | 8’  |
| Geigen Principal    | 4’  |
| Dulcet Mixture 3 r. |     |
| Trumpet             | 8’  |
| Oboe                | 8’  |

| Pedal C-f1  |     |
| Major Bass  | 16’ |
| Violone     | 16’ |
| Sub Bass    | 16’ |
| Violoncello | 8’  |
| Bass Flute  | 8’  |

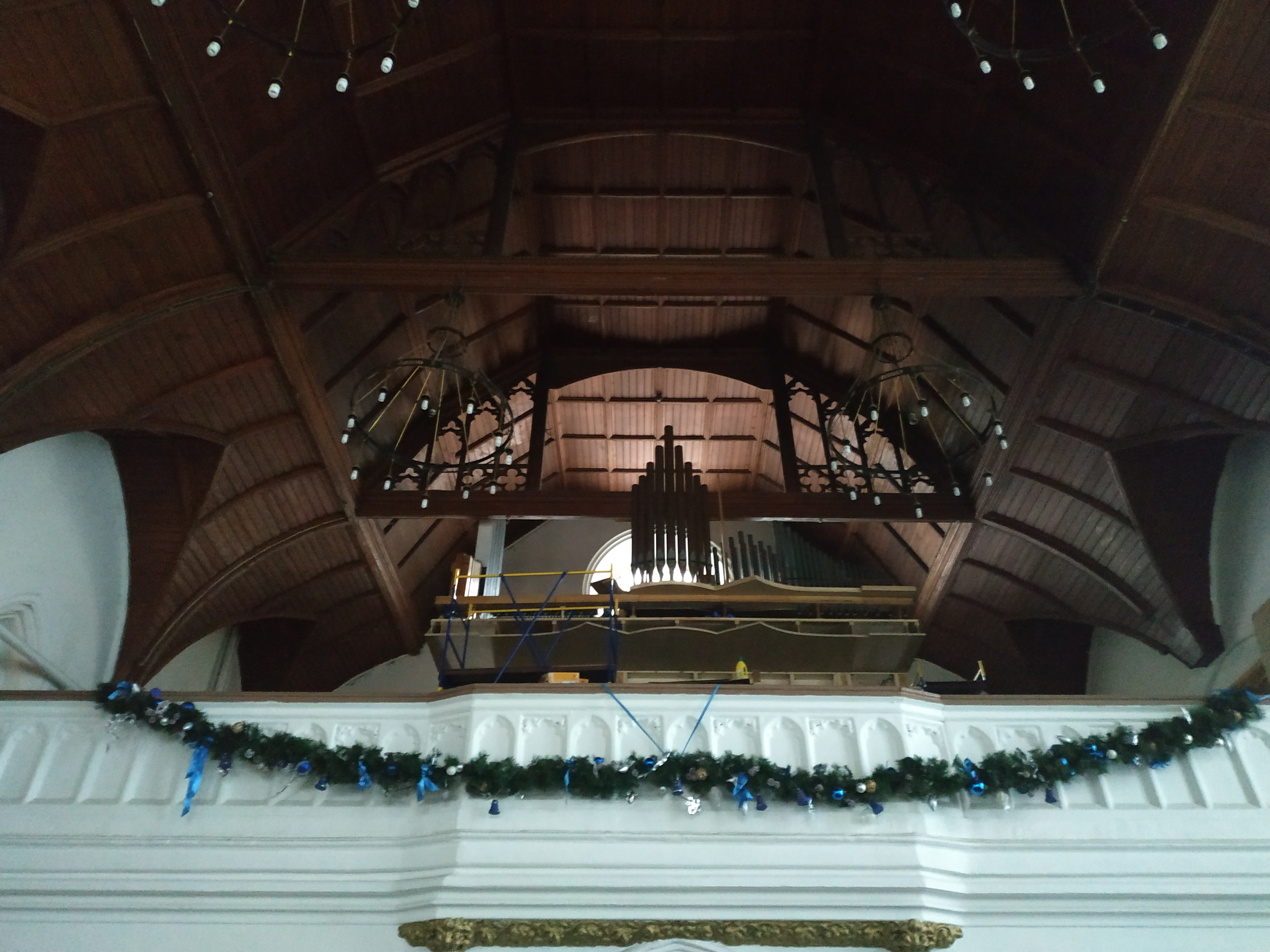
Установка духового органа, 2019 г.

В настоящее время богослужения сопровождаются игрой на старом кабинетном рояле «C. Bechstein» и пением общины. С четверга по воскресенье в 19:30 в церкви проводятся концерты, в том числе органной музыки, с использованием трёхмануального электронного цифрового органа итальянской фирмы «Viscount», выносные динамики которого установлены на хорах церкви. Организатором концертов является благотворительный фонд «Небесный мост», целью которого, согласно предоставленной на официальном сайте фонда информации является образовательная, культурная и социально-просветительская деятельность. Вход на концерты по билетам, которые распространяются за пожертвования в определённом размере.
В 2017 году в церковь перевезли духовой орган «Ludwig Rohlfing» («Kreienbrink») из Германии 1958 года постройки, с трубами минимум от трёх органов разных лет, от XIX века до 1958 года. По состоянию на начало 2019 года орган находится в процессе установки на хорах церкви. Инструмент имеет 27 регистр, не считая четырёх трансмиссионных, 2 мануала и педаль, виндлады системы кегельладе с электротрактурой.

## Персоналии
Капелланы церкви святого Андрея:
- 1993—1999 Чад Коуссмэйкер (Chad Coussemaker) — преподобный каноник, первый, после Октябрьской революции, постоянный капеллан.
- 1999—2014 Саймон Эдвард Стивенс (Simon Edward Stephens) — преподобный каноник, доктор философии, офицер Ордена Британской Империи, апокрисариос (специальный представитель) архиепископа Кентерберийского перед Русской православной церковью, а также англиканский настоятель России, Украины, Польши и Монголии.
- 2014—2017 Клайв Фейрклоу (Clive Fairclough) — почетный капеллан посла Великобритании в Российской Федерации, апокрисариос.
- 2017 Малкольм Роджерс (Malcolm Rogers) — апокрисариос архиепископа Кентерберийского перед Русской православной церковью.

Директор музыки — Николетт Кирк.

## Фотогалерея

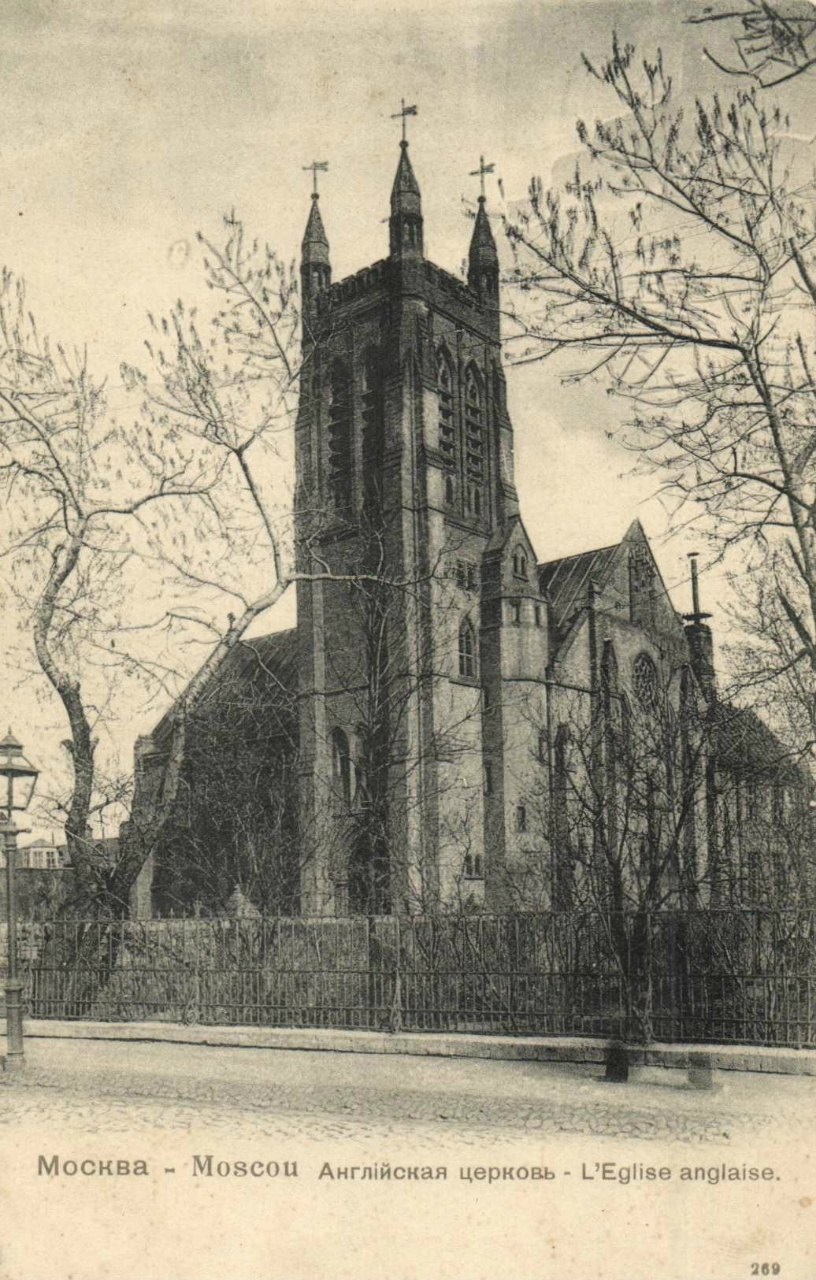
Открытка начала XX в.
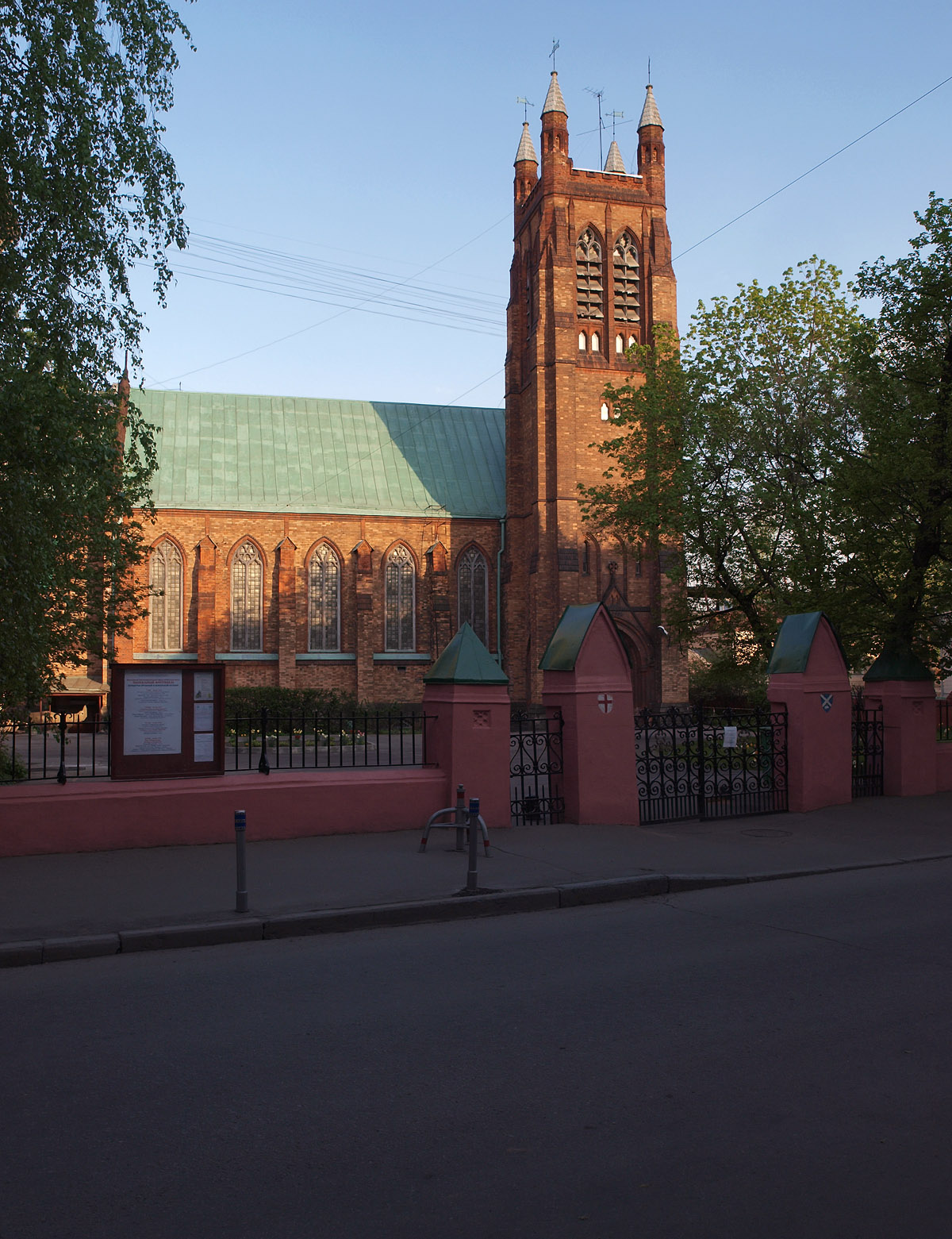
Здание церкви
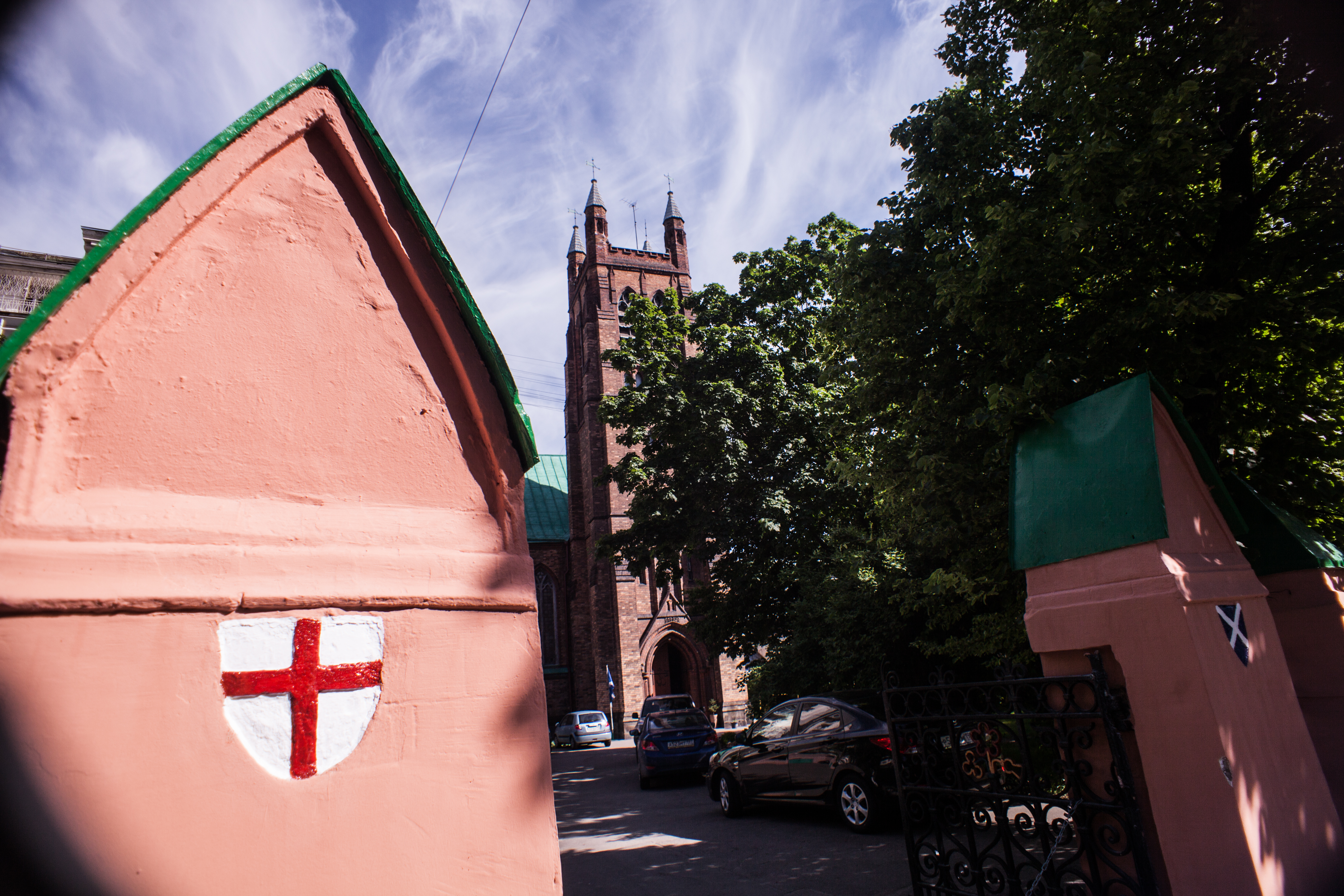
Вход на территорию церкви
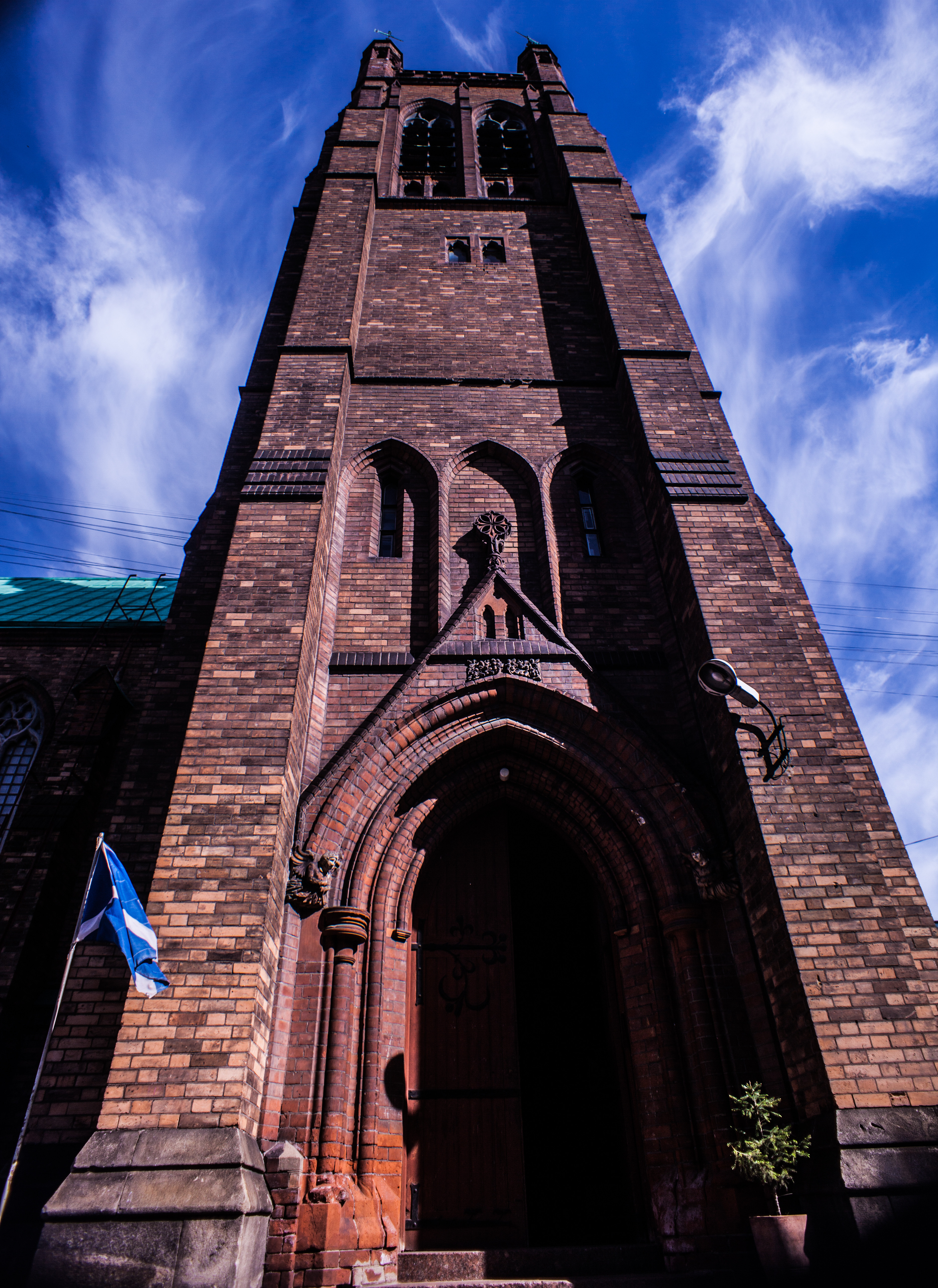
Башня и вход
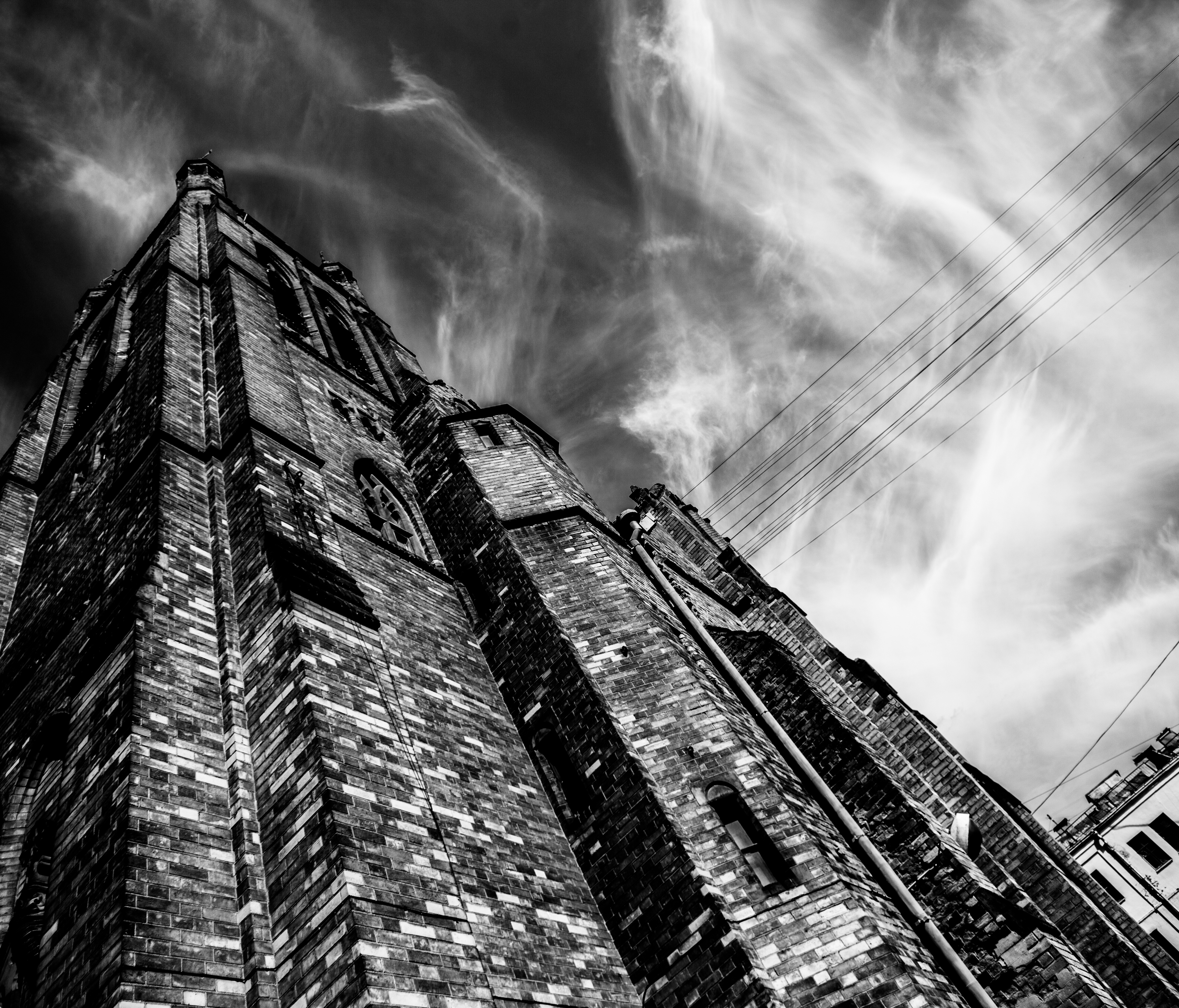
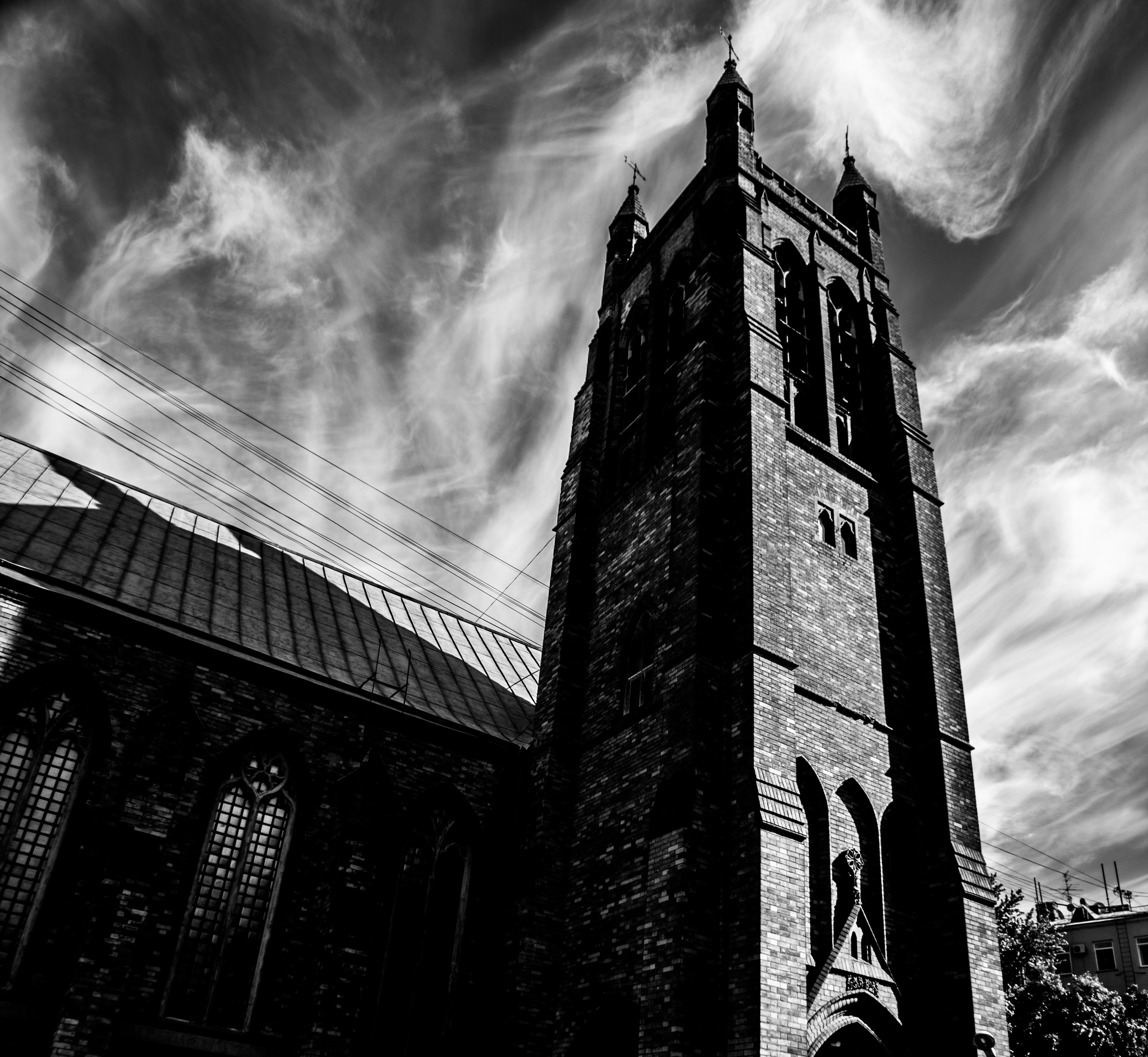